# 阿奎納 (麻薩諸塞州)
阿奎納（英語：Aquinnah）是一個位於美國麻薩諸塞州杜克斯縣的鎮。

## 人口
根據2020年美國人口普查的數據，阿奎納的面積為105.60平方千米，當中陸地面積為13.90平方千米，而水域面積為91.70平方千米。當地共有人口439人，而人口密度為每平方千米4人。